# Trigonioidea
Super-famille
Synonymes
- Trigonoidea Bronn, 1824[2]

Les Trigonioidea sont une super-famille de mollusques bivalves.

## Liste des familles
Selon World Register of Marine Species (16 décembre 2018) :
- famille Eoschizodidae Newell & Boyd, 1975 †
- famille Erugoniidae McRoberts, 2017 †
- famille Groeberellidae Pérez, Reyes & Damborenea, 1995 †
- famille Myophoriidae Bronn, 1849 †
- famille Prosogyrotrigoniidae Kobayashi, 1954 †
- famille Scaphellinidae Newell & Ciriacks, 1962 †
- famille Schizodidae Newell & Boyd, 1975 †
- famille Trigoniidae Lamarck, 1819